# 2,3-二氧杂双环［2.2.1］庚烷
2,3-二氧杂双环[2.2.1]庚烷是一种有机化合物，化学式为C5H8O2。

## 制备
2,3-二氧杂双环[2.2.1]庚烷可由双(三正丁基锡)过氧化物和顺-1,3-环戊烷二醇双(三氟甲磺酸酯)反应得到。2,3-二氧杂双环[2.2.1]庚-5-烯和二亚胺（N2H2）反应也能得到产物。

## 性质
该化合物在钯碳催化剂的条件下加氢，可以得到顺-1,3-环戊二醇。
它也能发生光解反应。